# Kendawi
Kendawi is een bestuurslaag in het regentschap Gayo Lues van de provincie Atjeh, Indonesië. Kendawi telt 438 inwoners (volkstelling 2010).